# Scott Abbott
Scott Abbott é o co-criador, junto com Chris Haney, do jogo Trivial Pursuit. Antes de inventar o jogo, Scott Abbott foi jornalista esportivo da agência de notícias Canadian Press.